# Anfipróstilo

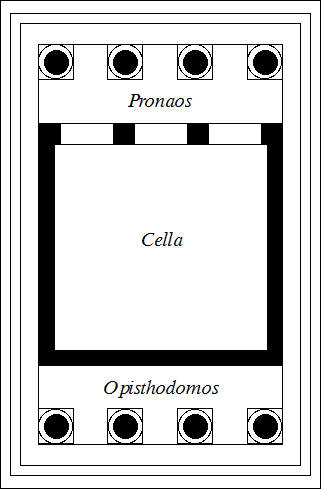
Planta del Templo de Atenea Niké.

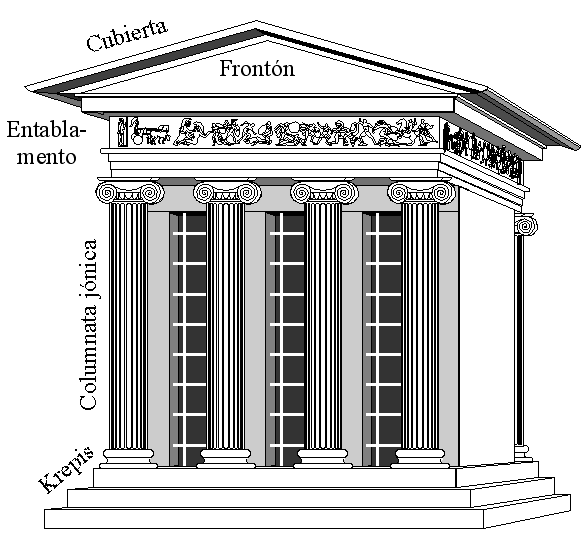
Templo de Atenea Niké, anfipróstilo. 421 a. C.

Anfipróstilo es un término arquitectónico para designar a los templos (particularmente griegos y romanos) que poseen un pórtico de columnas en las fachadas, delantera y trasera, pero sin columnas en los lados. Nunca excede el número de columnas de cuatro, tanto en el frente como en la parte trasera. El ejemplo más conocido es el pequeño templo tetrástilo de Atenea Niké en Atenas.